# Донегол (город)
Донегол (англ. Donegal; ирл. Dún na nGall — «чужая крепость») — (переписной) посёлок в Ирландии, находится в графстве Донегол (провинция Ольстер).

## География
Город Донегол расположен на северо-западе Ирландии, в одноимённом графстве (Донегол). Через город Донегол протекает река Эске, впадающая в залив Донегол. Севернее Донегола находятся горы Блюстак, разделяющие графство Донегол на северную и южную части. Численность населения города Донегол составляет 2.339 человек (на 2006 год).

## История
Согласно археологическим данным, район Донегола был заселён человеком ещё в доисторическую эпоху. В начале XII столетия здесь существовало поселение и крепость датчан, которую в 1159 году захватил и разрушил ирландский король Муирхертах Мак Лахланн. В 1474 году близ Донегола, на южном побережье залива Донегол, был основан францисканский монастырь. В позднее Средневековье город Донегол был опорным пунктом ирландского клана О'Доннел, возглавлявшего в XV—XVII веках сопротивление ирландцев английскому завоеванию.
Эта местность заняла первую строку в новом списке популярных направлений для путешественников журнала National Geographic Traveller.
Как подчеркивает журнал, графство Донегол, знаменитое своим живописным побережьем с сильно изрезанной береговой линией, производит впечатление неизведанной земли.

## Известные жители и уроженцы
- Анджела Фаррелл — ирландская певица
- Эмибет Макналти

## Достопримечательности
- Замок Донегол

## Демография
Население — 2 339 человек (по переписи 2006 года). В 2002 году население было 2 453.
Данные переписи 2006 года:
| Всё население | Всё население | Изменения населения 2002—2006 | Изменения населения 2002—2006 | 2006 | 2006 |
| 2002          | 2006          | чел.                          | %                             | муж. | жен. |
| 2 453         | 2 339         | −114                          | −4,6                          | 1117 | 1222 |

В нижеприводимых таблицах сумма всех ответов (столбец «сумма»), как правило, меньше общего населения населённого пункта (столбец «2006»).
| Религия (Тема 2 — 5 : Число людей по религиям, 2006) |             |                |             |            |       |       |
| Католики, чел.                                       | Католики, % | Другая религия | Без религии | не указано | сумма | 2006  |
| 1 972                                                | 84,3        | 276            | 67          | 24         | 2 339 | 2 339 |

| Этно-расовый состав (Этничность. Тема 2 — 3 : Постоянное население по этническому или культурному происхождению, 2006) |            |              |       |        |        |            |       |       |
| Белые ирландцы | Лухт-шулта | Другие белые | Негры | Азиаты | Другие | Не указано | сумма | 2006  |
| 1 950 | 22         | 174          | 34    | 11     | 17     | 32         | 2 240 | 2 339 |
| Доля от всех отвечавших на вопрос, %                                                                                   |            |              |       |        |        |            |       |       |
| 87,1 | 1,0        | 7,8          | 1,5   | 0,5    | 0,8    | 1,4        | 100   | 95,81 |

1 — доля отвечавших на вопрос о языке от всего населения.
| Владение ирландским языком (Тема 3 — 1 : Число людей от 3 лет и старше по способности говорить по-ирландски, 2006) |       |            |       |       |
| Владеете ли Вы ирландским языком?                                                                                  |       |            |       |       |
| Да | Нет   | Не указано | сумма | 2006  |
| 830 | 1 395 | 41         | 2 266 | 2 339 |
| Доля от всех отвечавших на вопрос о языке, %                                                                       |       |            |       |       |
| 36,6 | 61,6  | 1,8        | 100   | 96,91 |

1 — доля отвечавших на вопрос о языке от всего населения.
| Использование ирландского языка (Тема 3 — 2 : Irish speakers aged 3 or over by frequency of speaking Irish, 2006) |                                                            |                                               |                                               |                                               |                                               |                                               |       |                                     |       |
| Как часто и где Вы говорите по-ирландски?                                                                         |                                                            |                                               |                                               |                                               |                                               |                                               |       |                                     |       |
| ежедневно, только в образовательных учреждениях                                                                   | ежедневно, как в образовательных учреждениях, так и вне их | в других местах (вне образовательной системы) | в других местах (вне образовательной системы) | в других местах (вне образовательной системы) | в других местах (вне образовательной системы) | в других местах (вне образовательной системы) | сумма | всего, отвечавших на вопрос о языке | 2006  |
| ежедневно, только в образовательных учреждениях                                                                   | ежедневно, как в образовательных учреждениях, так и вне их | ежедневно                                     | каждую неделю                                 | реже                                          | никогда                                       | не указано                                    | сумма | всего, отвечавших на вопрос о языке | 2006  |
| 199 | 15                                                         | 30                                            | 55                                            | 337                                           | 180                                           | 14                                            | 830   | 2 266                               | 2 339 |
| Доля от всех отвечавших на вопрос о языке, %                                                                      |                                                            |                                               |                                               |                                               |                                               |                                               |       |                                     |       |
| 8,8 | 0,7                                                        | 1,3                                           | 2,4                                           | 14,9                                          | 7,9                                           | 0,6                                           | 36,6  | 100                                 |       |

| Типы частных жилищ (Тема 6 — 1(a) : Число частных домовладений по типу размещения, 2006) |          |         |                 |            |       |       |
| Отдельный дом                                                                            | Квартира | Комната | Переносные дома | не указано | сумма | 2006  |
| 777                                                                                      | 23       | 3       | 5               | 15         | 823   | 2 339 |